# Rubritrochus pulcherrimus
Rubritrochus pulcherrimus is een slakkensoort uit de familie van de Trochidae. De wetenschappelijke naam van de soort is voor het eerst geldig gepubliceerd in 1855 door A. Adams als Gibbula pulcherrima.